# 아브라함 슈테른

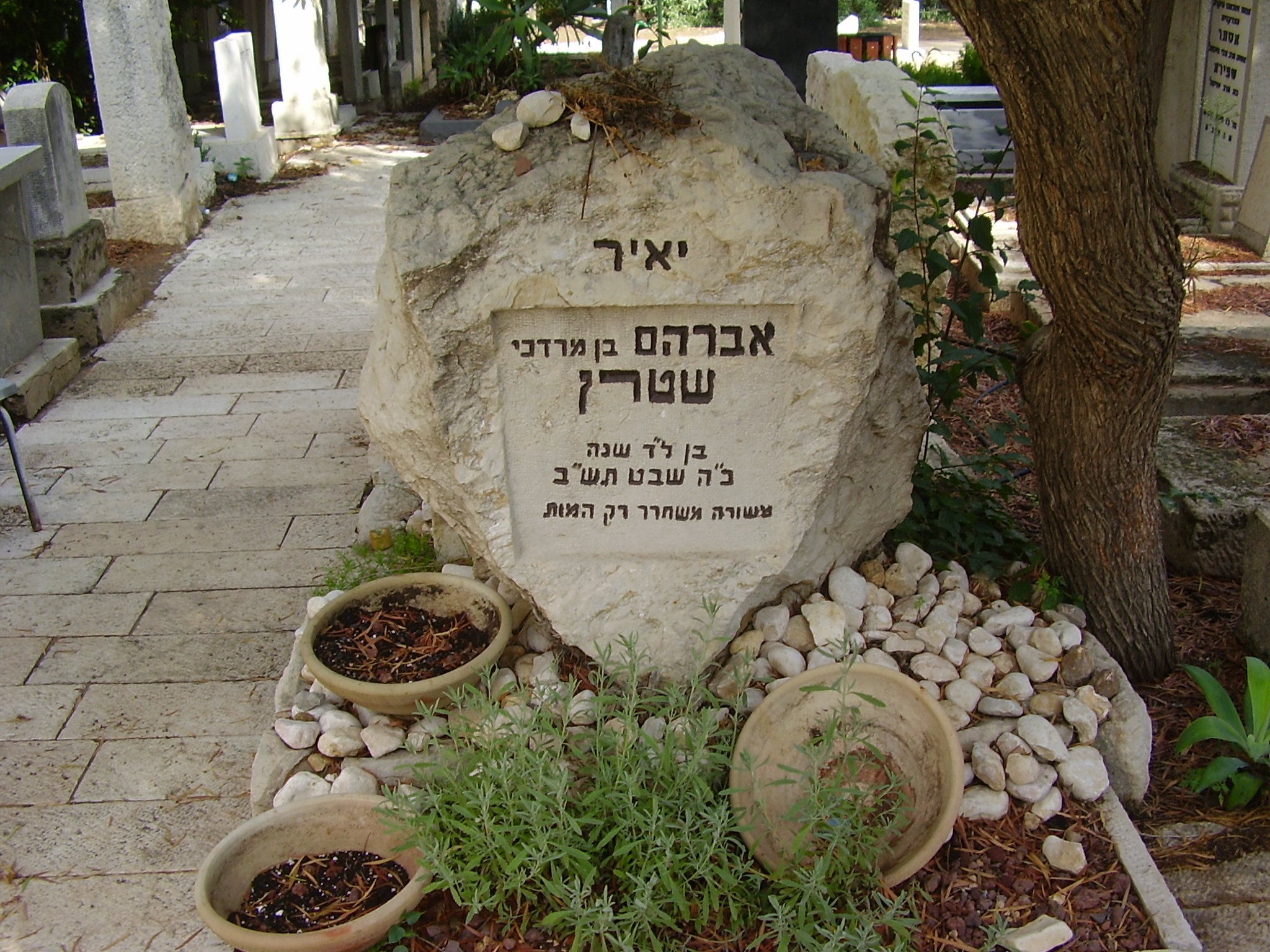
텔아비브에 있는 슈테른의 묘

아브라함 슈테른(히브리어: אברהם שטרן,‎ 1907년 12월 23일~1942년 2월 12일)은 이스라엘의 시인, 독립운동가로, 러시아 제국의 수바우키(현 폴란드) 출신이다.
시온주의 무장 조직인 이르군의 지도자 중 한 사람이며, 이후 1940년에 이르군에서 탈퇴하고 다른 무장 조직인 레히를 창설하여 시온주의 무장 노선을 고집했으나 이를 테러로 간주한 영국 식민 당국에 의해 총살당했다.